# .pg
.pg е интернет домейн от първо ниво за Папуа Нова Гвинея. Представен е през 1996. Поддържа се и се администрира от Папуаския технически университет.

## Второ ниво домейни
- .com.pg
- .net.pg
- .ac.pg
- .gov.pg
- .mil.pg
- .org.pg.